# St. Louis Bombers 1946-1947
La stagione 1946-47 dei St. Louis Bombers fu la 1ª nella BAA per la franchigia.
I St. Louis Bombers arrivarono secondi nella Western Division con un record di 38-23. Nei play-off persero nei quarti di finale con i Philadelphia Warriors (2-1).

## Roster
| N°    | Naz.                   | Ruolo | Sportivo           | Anno | Alt. | Peso |
| ----- | ---------------------- | ----- | ------------------ | ---- | ---- | ---- |
| 3     | Stati Uniti (bandiera) | G     | George Munroe      | 1922 | 180  | 77   |
| 5     | Stati Uniti (bandiera) | C     | Bob Doll           | 1919 | 196  | 88   |
| 6     | Stati Uniti (bandiera) | A     | Herschel Baltimore | 1921 | 193  | 88   |
| 7     | Stati Uniti (bandiera) | G     | John Logan         | 1921 | 188  | 79   |
| 10    | Stati Uniti (bandiera) | GA    | Aubrey Davis       | 1921 | 188  | 79   |
| 10-11 | Stati Uniti (bandiera) | A     | Deb Smith          | 1920 | 191  | 82   |
| 11-9  | Stati Uniti (bandiera) | G     | Cecil Hankins      | 1922 | 185  | 79   |
| 12-4  | Stati Uniti (bandiera) | A     | Fred Jacobs        | 1922 | 191  | 79   |
| 12-14 | Stati Uniti (bandiera) | AC    | Giff Roux          | 1923 | 196  | 88   |
| 13-8  | Stati Uniti (bandiera) | A     | John Barr          | 1918 | 191  | 93   |
| 13-8  | Stati Uniti (bandiera) | G     | Don Putman         | 1922 | 185  | 77   |
| 14    | Stati Uniti (bandiera) | AC    | Don Martin         | 1920 | 201  | 95   |
| 14    | Stati Uniti (bandiera) | C     | Ralph Siewert      | 1923 | 216  | 104  |
| 14    | Stati Uniti (bandiera) | GA    | Belus Smawley      | 1918 | 185  | 88   |

## Staff tecnico
- Allenatore: Ken Loeffler